# Emmanouíl Roḯdis
Emmanouíl Roḯdis (grec moderne : Εμμανουήλ Ροΐδης), né le 28 juin 1836 à Ermoúpoli (Syros) et mort le 7 janvier 1904 à Athènes, est un écrivain et journaliste grec.
Il est l'auteur du roman La Papesse Jeanne, traduit en français par Bezolle et Navidis (1869) à Athènes, puis à Paris par Émile Legrand (1878) et plus tard Alfred Jarry et Jean Saltas (1908).

## Œuvres
- 1866 : La Papesse Jeanne (Ἡ Πάπισσα Ἰωάννα). Le roman porte sur ce personnage féminin légendaire, qui aurait accédé à la papauté au IXe siècle en se faisant passer pour un homme. Le roman a un ton satirique, mais l'auteur laisse entendre que la papesse aurait réellement existé et que l'Église catholique aurait cherché à cacher ce scandale.
- 1894 : Psychologie d'un époux de Syros.
- 1895 : La Complainte du fossoyeur (adapté au cinéma en 1991 sous le titre Les Corbeaux).